# La Ginebrosa
La Ginebrosa – gmina w Hiszpanii, w prowincji Teruel, w Aragonii, o powierzchni 80,1 km². W 2011 roku gmina liczyła 216 mieszkańców.